# Testina rotante

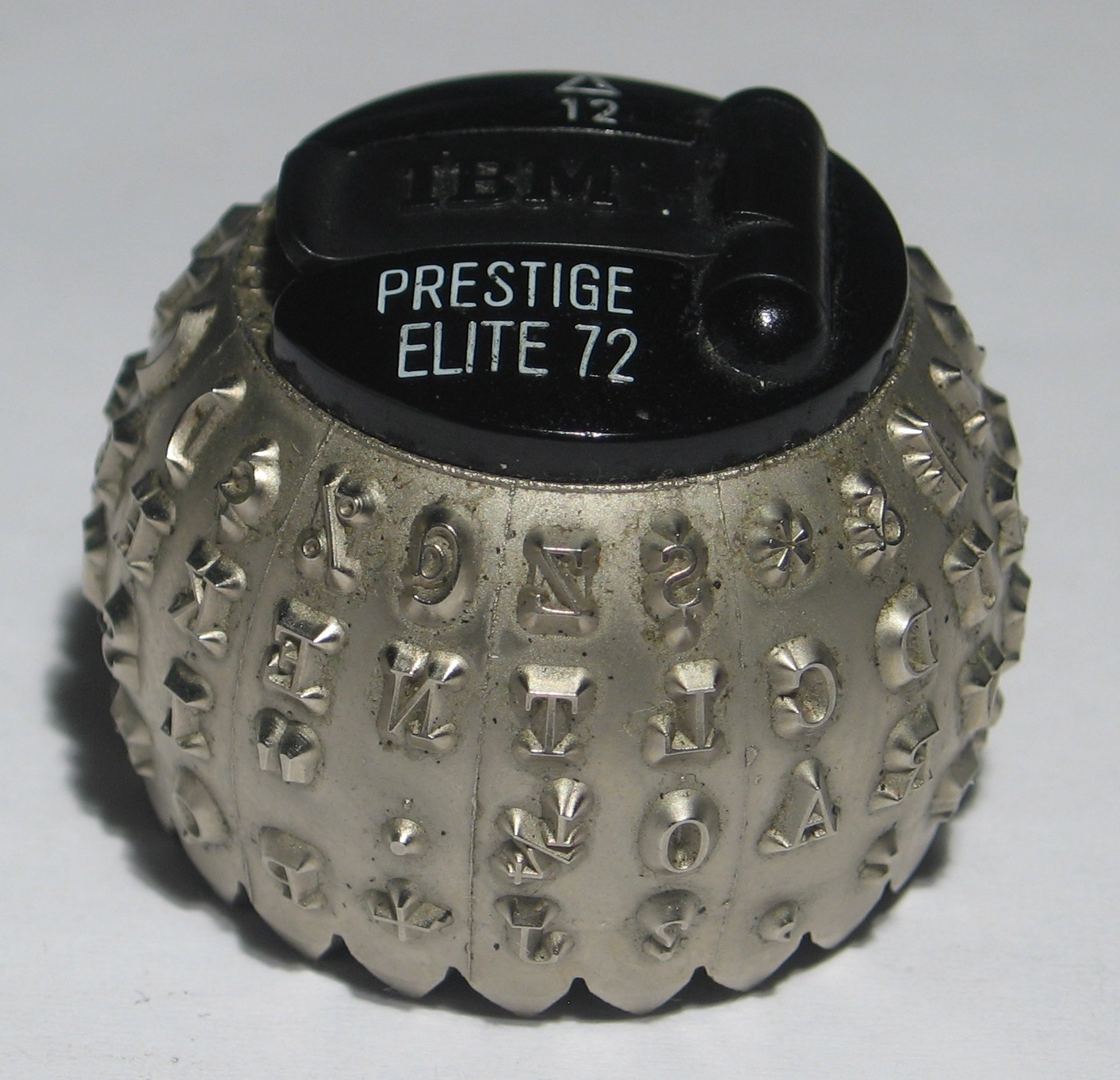
Una testina rotante

La testina rotante, anche detta palla da golf, è un componente delle macchine da scrivere elettroniche, in particolare della IBM Selectric. Si presenta come una sfera, simile ad una palla da golf con i caratteri incisi specularmente, viene fatta ruotare da un motore elettrico nella corretta posizione e così viene fatta sbattere sul nastro con l'inchiostro, stampando così il carattere desiderato. 
Il vantaggio, rispetto al sistema a martelletti, era che poteva essere sostituita cambiando così il carattere tipografico. Una delle testine più diffuse era la Prestige Elite 72.
La testina rotante è famosa per essere stata utilizzata in una sigla del TG3, diventando così dal 1987 fino al 1999 il simbolo di questo telegiornale italiano.

## Caratteri tipografici

### Piccoli
- Elite 72
- Auto Elite
- Large Elite (12)
- Prestige Elite 72
- Prestige Elite 96*
- Adjutant
- Artisan
- Contempo
- Courier (12)
- Courier Italic
- Courier Italic 96*
- Forms
- Letter Gothic
- Letter Gothic 96*
- Light Italic
- Olde World
- Oriental
- Presidential Elite
- Report 96 (12)*
- Scribe
- Scribe 96*
- Script
- Symbol

### Grandi
- Advocate
- Boldface
- Bold Courier (10)
- Bookface Academic 72
- Business Script
- Courier (10)
- Courier 96 (10)
- Delegate
- Delegate 96*
- Manifold 72
- OCR
- Orator
- Orator 96*
- Orator Presenter
- Pica 72
- Pica 96*
- Presidential Pica
- Prestige Pica 72
- Report 96 (10)*
- Sunshine Orator
- Title

## Galleria d'immagini

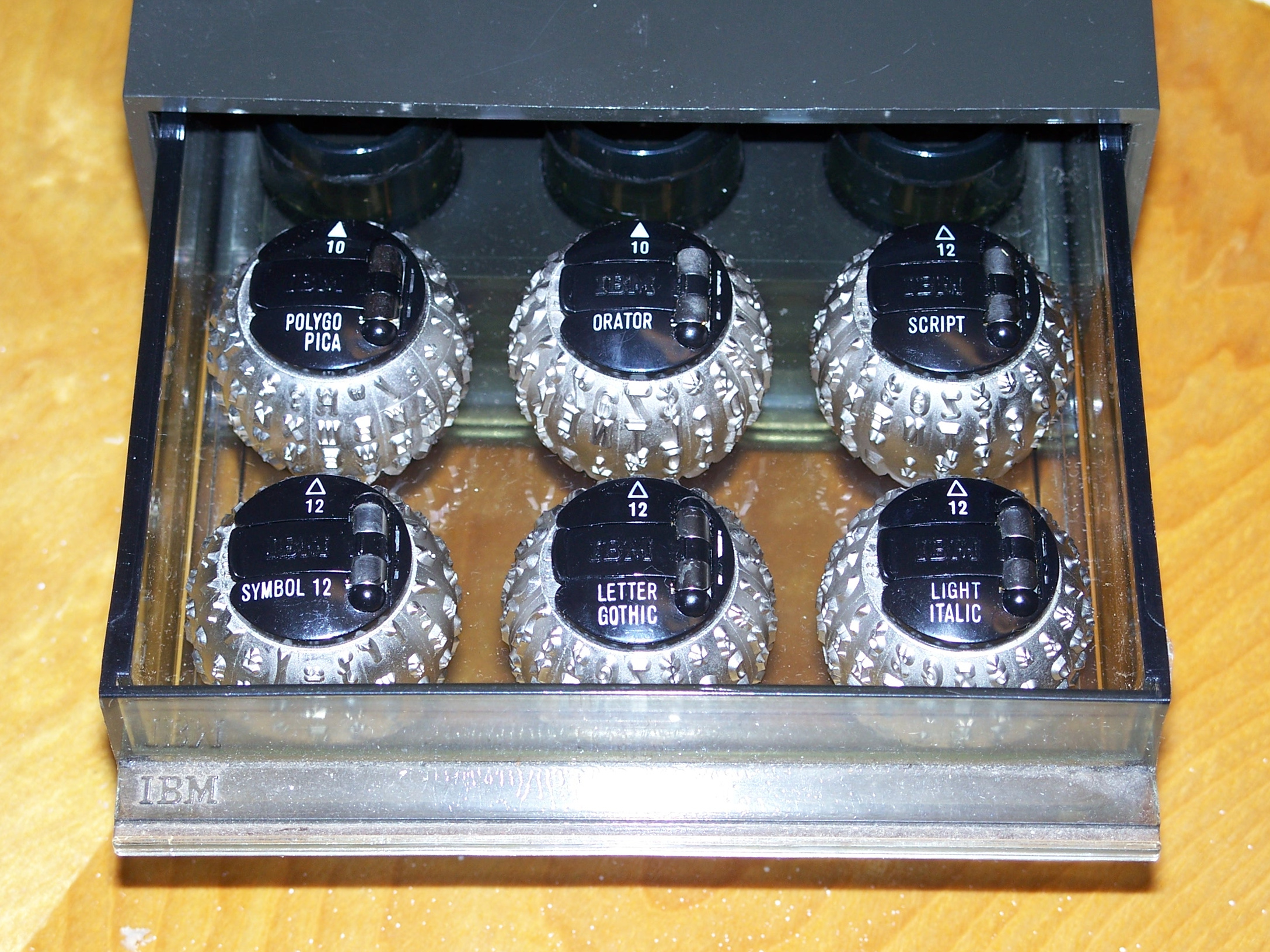
Set di testine rotanti
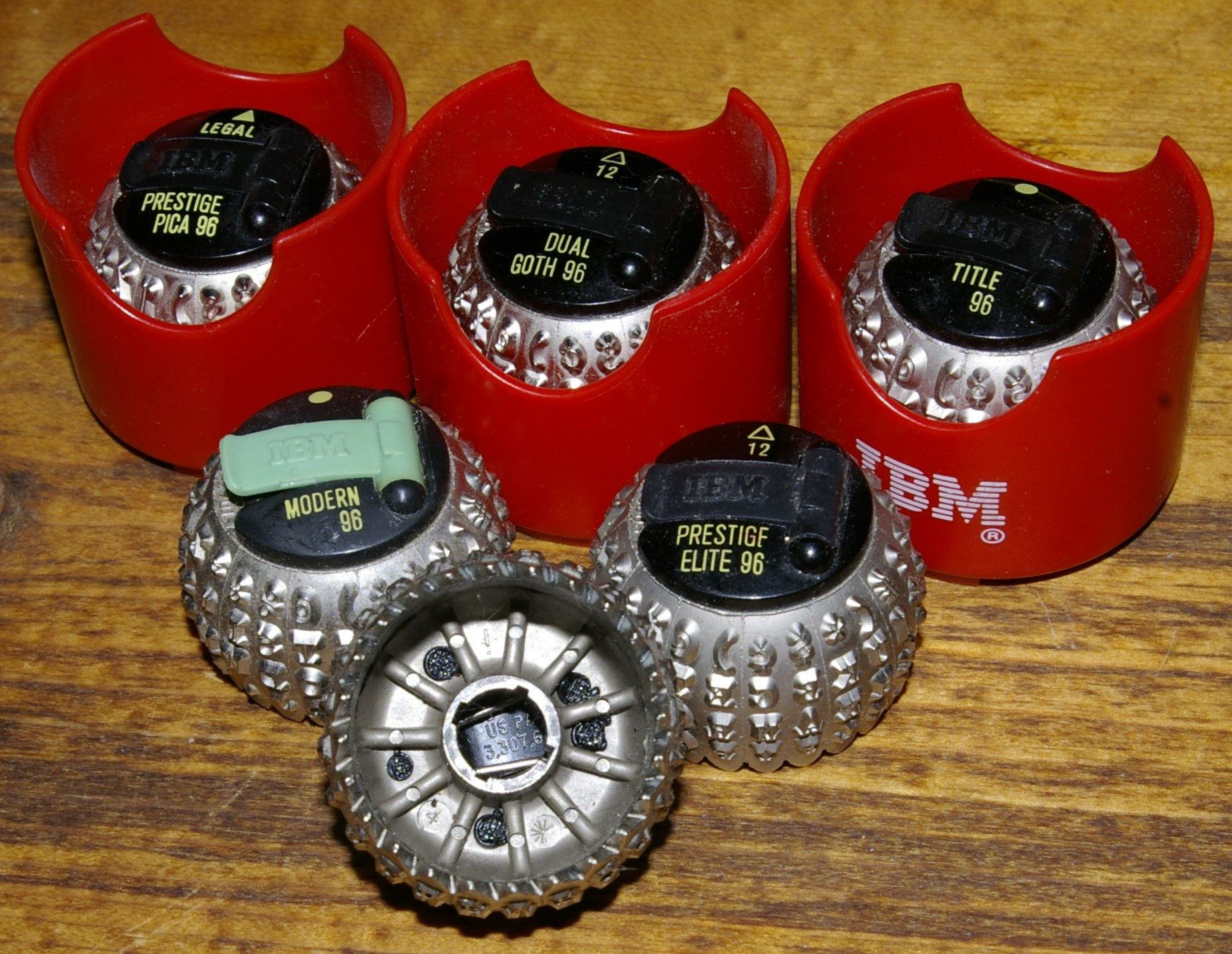
Testine rotanti per Selectric III da 96 caratteri